# Hole (banda)
Hole foi uma banda americana de rock alternativo formada em Los Angeles por Courtney Love (vocal, guitarra) e Eric Erlandson (guitarra) em 1989. A banda teve diversas formações diferentes, a mais conhecida contando com a baterista Patty Schemel a as baixistas Kristen Pfaff (falecida em 1994) e Melissa Auf der Maur.
Inicialmente parte da cena indie de Los Angeles, a banda lançou singles nas gravadoras independentes Sympathy for the Record Industry e Sub Pop antes de colaborarem com Kim Gordon em seu álbum de lançamento, Pretty on the Inside (1991). Após assinarem com a Geffen Records em 1993, o Hole lançou Live Through This (1994), álbum aclamado pela crítica e sucesso de vendas, e o igualmente próspero Celebrity Skin (1998), que rendeu à banda quatro indicações ao Grammy. O grupo acabou oficialmente em 2002. Em 2009, a banda foi reformada por Courtney Love e novos membros, e lançou o álbum Nobody's Daughter (2010), antes de mais uma vez chegar ao fim em 2012. Em dezembro de 2013, Courtney Love e Eric Erlandson anunciaram ter feito as pazes, e desde então, surgiram rumores de que a banda esteja sendo reformada. Em fevereiro de 2014, Courtney Love afirmou que uma reunião da formação clássica está sendo planejada.
Com letras que discutem assuntos como problemas de identidade, imagem corporal, feminilidade e exploração sexual, a banda tem sido considerada por estudiosos e críticos como tendo sido o grupo musical mais bem sucedido da década de 1990 a discutir aberta e diretamente feminismo em suas canções. Apesar da polêmica reputação de Courtney Love na mídia, Hole passou a se tornar uma das bandas mais bem sucedidas do rock liderada por mulheres na história, tendo vendido mais de 18 milhões de discos no mundo todo. 

## História
Banda nativa de Los Angeles liderada por Courtney Love, que decidiu montar sua própria banda aos 25 anos, depois de experiências frustradas como vocalista do Faith No More e do Sugar Baby Doll. O primeiro membro recrutado por Courtney foi o guitarrista Eric Erlandson, que trabalhava na Capitol Records e respondeu a um anúncio que ela havia colocado em revistas de rock, dizendo: "Quero formar uma banda. Minhas influências são Big Black, Sonic Youth e Fleetwood Mac."
A primeira baixista da banda foi Lisa Roberts, vizinha de Courtney, que saiu da banda em pouco tempo e deu lugar a Jill Emery. A baterista era Caroline Rue. O nome da banda tem origens anacrônicas. Há quem diga que é pela conotação sexual de "buraco" (Courtney era stripper na época), outras fontes afirmam que vem de uma linha da tragédia grega "Medeia", de Eurípedes, e ainda há relatos de que, na verdade, a origem é de uma frase da mãe de Courtney, a psicóloga Linda Carroll, que teria dito para sua filha que ela "não poderia carregar um BURACO dentro de si para sempre".

## Pretty On The Inside
Após três meses de ensaio, o Hole fez seu primeiro show em Hollywood e logo começou a tocar em bares e clubes por toda a área ao redor de Los Angeles. O primeiro single independente foi o da canção "Retard Girl", lançado pelo selo independente Sympathy For The Record em março de 1990, seguido de uma turnê nacional e um contrato com a gravadora Caroline Records. O primeiro disco da banda, Pretty on the Inside, foi lançado em setembro de 1991. Gravado em apenas quatro dias e produzido por Kim Gordon, baixista do Sonic Youth, e Don Fleming, da banda Gumball, o álbum apresentava um som punk pouco convencional, cheio de microfonias, gritos e letras selvagens.
Pretty On The Inside recebeu críticas positivas nos Estados Unidos e na Europa, chegando a estar presente na lista dos 20 melhores discos da revista britânica Melody Maker. O single "Teenage Whore" foi escolhido o single da semana da revista Spin e entrou no top 20 da parada inglesa de singles independentes.
Em outubro de 1991, Courtney iniciou seu polêmico relacionamento com Kurt Cobain, líder do Nirvana, e, em novembro, o Hole iniciou uma turnê pela Europa. Nessa época, a vocalista já começava a compor material que viria a figurar no segundo disco da banda, como "Doll Parts" e "Violet". No entanto, Courtney resolveu interromper provisoriamente as atividades da banda, priorizando sua relação com Cobain.Após o casamento com Kurt em fevereiro de 1992, e o nascimento da filha do casal, Frances Bean Cobain, em agosto do mesmo ano, Courtney volta a se concentrar na sua banda.
Devido ao casamento de Courtney com Kurt (que despontava para o estrelato com sua banda após o lançamento do disco Nevermind), ao comportamento ousado da cantora e à ligação do casal com heroína, exposto escandalosamente na revista Vanity Fair e que custou temporariamente a guarda da filha dos dois, o Hole acabou chamando a atenção da indústria fonográfica americana, que disputaram a tapa o contrato da banda. Após abordagens das gravadoras Def Jam Recordings (do produtor Rick Rubin) e Maverick Records (da cantora Madonna), o grupo assinou com a Geffen, gravadora do Nirvana, pela quantia de US$ 1 milhão.
Caroline Rue havia sido despedida da banda depois de uma má performance em uma gravação, e Jill Emery decidiu deixar o Hole por livre e espontânea vontade. A dupla é substituída por Patty Schemel na bateria e, por um curto período, Leslie Hardy no baixo. Courtney e Eric já haviam convidado a baixista Kristen Pfaff para a formação. Na época, Pfaff não estava disposta a deixar sua banda em Minneapolis, Janitor Joe, mas voltaria atrás na sua decisão após alguns meses.
No período entre as gravações e o lançamento do próximo disco da banda, Kurt Cobain afundava a passos largos. O marido de Courtney estava cada vez mais debilitado devido a dores estomacais crônicas e ao uso abusivo de heroína, além de uma progressiva depressão e uma estranha fixação por armas de fogo.

## Live Through This e tragédias
Em fevereiro de 1994, o álbum, oportunamente intitulado Live Through This, estava finalizado e com data de lançamento prevista para abril. Pouco antes do lançamento oficial, o álbum foi aclamado por diversos críticos de revistas musicais, como Spin e Rolling Stone. Caracterizava-se também por uma mudança nos rumos musicais do Hole: saem as microfonias e as canções desordenadas, e entram músicas bem estruturadas, com uma veia pop latente (sem deixar de ser punk), e a mistura de momentos de pura distorção e gritos com cantos suaves e violões. Na mesma época, o Nirvana fazia uma turnê europeia e Courtney foi acompanhar o marido em Roma, onde Kurt teve uma overdose de champagne com Rohypnol, um tranqüilizante considerado posteriormente "a droga do estupro", já que dopava a pessoa de tal forma que passou a ser utilizado por maníacos sexuais nas suas vítimas. Na chegada da ambulância ao hospital, Courtney foi acusada de agredir um paparazzo.
De volta a Seattle, o estado de saúde de Kurt continuava a se deteriorar, e Courtney temia por sua vida. Em março de 1994, o casal se internou em centros distintos para tratamento de usuários de drogas em Los Angeles. Alguns dias depois, Kurt Cobain fugiu de sua clínica e, no dia 8 de abril, foi encontrado morto com um tiro na cabeça, no sótão acima da garagem da casa de ambos em Seattle. Em uma sincronia infeliz, Live Through This foi lançado duas semanas após a tragédia.
A turnê que a banda faria pelos Estados Unidos foi cancelada por tempo indeterminado, devido ao estado emocional da cantora. Contudo, em 13 de junho de 1994, o Hole faz uma reunião e seus integrantes concordam em retomar as atividades. No meio tempo, Kristen Pfaff resolve voltar para Minneapolis e morre no dia 15 de junho, por overdose de heroína. Quem encontra o corpo da baixista é seu companheiro de banda e então namorado, Eric Erlandson.
Após a morte de Kristen, os três integrantes restantes passam a selecionar uma baixista, e acabam decidindo pela jovem canadense Melissa Auf Der Maur, que tocava numa banda chamada Tinker e havia sido indicada por Billy Corgan, líder dos Smashing Pumpkins e ex-amante de Courtney. O Hole retomou sua carreira em agosto, inaugurando sua turnê com um show no Reading Festival, na Inglaterra. Em setembro, a banda abriu alguns shows para o grupo de rock industrial Nine Inch Nails, que estava na turnê do álbum The Downward Spiral. Courtney acaba se envolvendo com o vocalista da banda, Trent Reznor, e com o fim do relacionamento, ambos passam a trocar farpas em público, inclusive contando detalhes íntimos nada honrosos.
No fim de 1994, Courtney faz a seleção da trilha sonora do filme Tank Girl, e inclui a faixa "Drown Soda", de sua banda, entre canções de artistas como Veruca Salt e Björk. Em janeiro de 1995, durante a passagem do grupo pela Austrália, Courtney é presa num voo de Brisbane para Melbourne, por agredir uma comissária de bordo.
Ainda em 1995, Courtney participou de alguns filmes, incluindo pequenos papéis em Feeling Minnesota e Basquiat. Durante a excursão do Hole pela Europa e, posteriormente, nos Estados Unidos, houve casos em que a vocalista abandonou o show no meio por ofensas do público relativas a seu suposto envolvimento na morte de Kurt Cobain. Quando participou do festival Lollapalooza, Courtney agrediu Kathleen Hanna (vocalista do Bikini Kill) e respondeu mais um processo na justiça, sendo considerada culpada e sentenciada a um programa de controle da raiva. Pouco depois, a cantora co-protagonizou o bem-sucedido filme The People Vs. Larry Flynt, na pele de Althea Flynt, esposa do dono da revista pornográfica Hustler. Sua atuação rendeu críticas favoráveis e chegou a ganhar o Globo de Ouro pela categoria Melhor Atriz. Em setembro, é lançado o EP chamado Ask For It, contendo músicas antigas e apresentações na BBC de Londres. No fim do ano, a banda se apresenta no MTV Video Music Awards, grava seu MTV Unplugged (que apenas foi televisionado e tornou-se requisitado bootleg) e o álbum Live Through This atinge um milhão de cópias vendidas nos Estados Unidos.

## Celebrity Skin e o fim da banda
O terceiro álbum de estúdio da banda, Celebrity Skin lançou um som completamente novo para a banda. Apresentando um som mais pop, o álbum foi um sucesso de crítica e com fortes vendas de singles de sucesso, incluindo a faixa título, "Celebrity Skin", "Malibu" e "Awful". Eric Erlandson disse para a Rolling Stone:
| “ | Eu ainda acho que "Celebrity Skin" é a minha influência em Johnny Thunders - que a porra da Courtney odeia. | ” |

Celebrity Skin foi bem recebido pelo público e crítica e, assim como Live Through This, também alcançou a marca de 1 milhão de cópias nos EUA. O Hole fez uma turnê pela Austrália e Nova Zelândia em 1999, contando com uma nova baterista, Samantha Maloney, e participou do festival Big Day Out, no qual Courtney tocou com os seios para fora da blusa. Em fevereiro a banda inicia turnê pelos Estados Unidos ao lado de Marilyn Manson, mas acaba saíndo da turnê alguns meses depois, alegando "diferenças de produção".
No fim de 1999, Courtney Love participa do filme Man on the Moon, ao lado de Jim Carrey, e a banda anuncia que já está começando a compor material para o novo álbum sem a presença da baixista Melissa Auf Der Maur, que deixa a banda para tocar no Smashing Pumpkins.
Love e Erlandson oficialmente disseram que a banda havia sido dissolvida através de uma mensagem postada no site da banda em 2002. Em pouco mais de uma década, a banda produziu três álbuns de estúdio, que geraram vendas de 8 milhões no total. [carece de fontes?].
Após a separação, os quatro músicos entraram em projetos próprios. Erlandson continuou a trabalhar como produtor e músico, eventualmente tocando na banda experimental RRIICCEE com o artista controverso Vincent Gallo, Love começou uma carreira solo, lançando seu álbum, America's Sweetheart, em 2004. Melissa Auf der Maur também embarcou em uma carreira solo e lançou o seu álbum intitulado Auf der Maur em 2004, onde Erlandson fez uma participação na guitarra da faixa "Would If I Could". Ela está atualmente trabalhando em seu segundo álbum, Out Of Our Minds.
No total o Hole tem treze singles, seis indicações ao Grammy, três LPs, três EP, um álbum de compilação e 10 vídeos musicais.

## A Volta e Nobody's Daughter
Em 17 de junho de 2009 a NME postou em dois blogs links para duas entrevistas com Courtney Love anunciando a reunião do Hole. O artigo foi focado principalmente na liberação do novo álbum a ser lançado,Nobody's Daughter , alegou ainda que como "a rock Courtney estava de volta a ação, esse álbum só poderia sair em um nome, Hole". De acordo com o blog, Melissa Auf der Maur, seria a baixista, com Micko Larkin, que substitui Eric Erlandson, e um baterista, que não foi mencionado. Houve também menção de "turnês no próximo ano".
No entanto, dias depois, Auf der Maur foi entrevistada em Toronto, onde ela estava tocando no North by Northeast festival, e disse que "nenhum contato" foi feito para a reunião da banda supostamente dizendo, "Eu realmente não sei [sobre a reunião] ... eu cheguei [o festival de música em Toronto], e eu ouvi que o Hole voltou com várias pessoas ligando para mim ", disse ela., Auf Der Maur teve uma opinião incerta sobre seu interesse na reunião.
Eric Erlandson declarou também na revista Spin que contratualmente a reunião não pode ocorrer sem o seu envolvimento, poisNobody's Daughter permaneceria um registro solo de Love, em oposição ao novo álbum. Love, então respondeu aos comentários Erlandson em seu Twitter, afirmando que "ele está fora de sua mente, é minha banda, Hole, meu nome é minha marca registrada". Love postou novos logotipos do Hole, novas ideias de palheta em sua página do Facebook.[carece de fontes?]
Em dezembro de 2009, três shows foram anunciados em Nova York, Milão e Amesterdã, no Hotel The Boom Boom Room Standard, em Generali Magazzini e Paradiso, respectivamente 
Hole lançou um novo site,  e uma página no Facebook oficial no dia 1º de janeiro de 2010, embora não exista ainda qualquer confirmação oficial se Love possuía os direitos do nome. A banda fez sua primeira apresentação em 12 de fevereiro de 2010 no Friday Night with Jonathan Ross, tocando "Samantha". Em 17 de fevereiro de 2010 eles fizeram um show cheio no Shockwave NME Awards, no O2 Shepherds Bush Empire, com o apoio da banda Little Fish..
À rumores também de que a banda deve realizar shows em dois festivais no verão do Reino Unido, em Maio de 2010. O nome Hole foi visto no palco durante as apresentações da banda de 2010 e posteriormente adicionado ao website em 3 de março de 2010.
Um ano após o lançamento do disco Nobody's Daughter, até então a banda fez uma turnê e algumas aparições em programas de televisão, em maio de 2011 Courtney Love lançou uma nota em seu Twitter falando sobre a gravação de um novo vídeo clipe, da canção nº5 do disco "Samantha". Algumas fotos do making of do vídeo vazaram e um dos figurinos do clipe usado por Love é o vestido de noiva que ela iria usar no casamento com o ator Edward Norton, casamento esse que nunca aconteceu.
Em 13 de abril de 2012, Love, Erlandson, Auf der Maur e Schemel se reuniram em Nova Iorque para tocar duas músicas, "Miss World" e "Over the Edge", na festa de lançamento do documentário "Hit So Hard". Foi a primeira reunião da banda com esta formação em 15 anos.

## Impacto cultural
O Hole foi uma das bandas mais bem sucedidas comercialmente formada por mulheres, no começo de carreira vendendo 3 milhões de discos somente nos Estados Unidos, a jornalista Maria Raha disse que o Hole foi "A banda mais bem sucedida a falar abertamente do feminismo, liderada por uma mulher com uma personalidade forte e marcante". A banda tem sido citada como uma grande influência sobre vários artistas contemporâneos, incluindo o cantor e compositor Scout Niblett, a banda de Punk Rock The Distillers, a banda de Rock Alternativo Spinnerette, as cantoras Sky Ferreira e Lana Del Rey a banda britânica de rock, Nine Black Alps.
A banda foi classificada o 77° artista na lista de Maiores Artistas de Hard Rock feito pela VH1 

## Integrantes
Formação original e os posteriormente integrados.

## Discografia
| Data do Lançamento  | Título                    | Gravadora                        |
| ------------------- | ------------------------- | -------------------------------- |
| 17 de Setembro 1991 | Pretty on the Inside      | Caroline Records                 |
| 12 de Abril 1994    | Live Through This         | DGC Records                      |
| 8 de Setembro 1995  | Ask for It                | Caroline Records                 |
| 26 de Agosto 1997   | The First Session         | Sympathy for the Record Industry |
| 28 de Outubro 1997  | My Body, the Hand Grenade | City Slang                       |
| 8 de Setembro 1998  | Celebrity Skin            | Geffen Records                   |
| 27 de Abril 2010    | Nobody's Daughter         | Mercury Records (IDJ)            |

## Clipes
| Ano  | Nome              | Album                       | Diretor                    |
| ---- | ----------------- | --------------------------- | -------------------------- |
| 1991 | "Garbadge Man"    | Pretty on the Inside        | ?                          |
| 1994 | "Miss World"      | Live Through This           | Sophie Muller              |
| 1994 | "Doll Parts"      | Live Through This           | Samuel Bayer               |
| 1995 | "Violet"          | Live Through This           | Mark Seliger/Fred Woodward |
| 1997 | "Gold Dust Woman" | The Crow: City of Angels    | Matt Mahurin               |
| 1998 | "Celebrity Skin"  | Celebrity Skin              | Nancy Bardawil             |
| 1998 | "Malibu"          | Celebrity Skin              | Paul Hunter                |
| 1999 | "Awful"           | Celebrity Skin              | Jeff Richter               |
| 2000 | "Be a Man"        | Any Given Sunday Soundtrack | Joseph Kahn                |
| 2011 | "Samantha"        | Nobody's Daughter           | Alphan Eseli               |

## Nomeações a prêmios
Grammy Awards
- 1999 - Melhor Album de Rock(por Celebrity Skin).
- 1999 - Melhor Música de Rock(por Celebrity Skin).
- 1999 - Melhor voz de rock em dupla ou grupo (por Celebrity Skin).
- 2000 - Melhor voz de rock em dupla ou grupo  (por Malibu).

MTV Video Music Awards
- 1995 - Melhor Video Alternativo (por Doll Parts).
- 1999 - Melhor fotografia em video (por Malibu).

### Singles
- Retard Girl (1990)
- Dicknail (1991)
- Teenage Whore (1991)
- Beautiful Son (1993)
- Miss World (1994)
- Doll Parts (1995)
- Violet (1995)
- Softer, Softest (1995)
- Gold Dust Woman (1996)
- Celebrity Skin (1998)
- Malibu (1998)
- Awful (1999)
- Be a Man (2000)
- Skinny Little Bitch (2010)
- Pacific Coast Highway (2010)
- Letter To God (2010)